# Vincent Laban
Vincent Laban (* 9. September 1984 in Pau, Frankreich) ist ein zyprisch-französischer Fußballspieler. Er spielt im linken Mittelfeld und steht seit 2020 bei Aviron Bayonnais unter Vertrag.

## Karriere
Laban kam 1999/2000 in die Jugendabteilung des FC Nantes und rückte 2002 in die Reservemannschaft auf, für die er in zwei Jahren zu 62 Einsätzen kam. 2004 erhielt er einen Profivertrag bei Nantes, absolvierte aber in der Saison 2004/05 kein Pflichtspiel für das Profiteam. Im Sommer 2005 verließ er Frankreich und wechselte zum zyprischen Erstligisten Digenis Akritas Morphou. Bis zum Abstieg des Klubs in der Saison 2006/07 kam Laban auf 42 Ligaspiele für Morphou und wechselte anschließend zu Anorthosis Famagusta.
Mit Famagusta wurde er in seiner ersten Saison zyprischer Meister. In der Qualifikation zur UEFA Champions League 2008/09 setzte er sich mit seinem Klub überraschend gegen den FC Pjunik, Rapid Wien und Olympiakos Piräus durch. Laban steuerte zur erfolgreichen Qualifikation je einen Treffer gegen Rapid und Piräus bei.
Im Sommer 2013 wechselte er in die erste rumänische Liga zu Astra Giurgiu. Mit Astra konnte er die Saison 2013/14 als Vizemeister hinter Steaua Bukarest beenden und den rumänischen Pokal gewinnen. Im Sommer 2015 schloss er sich dem zyprischen Erstligisten AEK Larnaka an, wo er drei Jahre später mit dem Verein durch einen 2:1-Sieg im Finale über Apollon Limassol den nationalen Pokal gewann.
Die Saison 2019/20 verbrachte Laban dann bei Ethnikos Achnas und wechselte anschließend zum französischen Fünftligisten Aviron Bayonnais. 2022 beendete er seine Karriere.

## Erfolge
- Zyprischer Meister: 2008
- Rumänischer Pokalsieger: 2014
- Rumänischer Superpokalsieger: 2014
- Zyprischer Pokalsieger